# موسى أش
موسى أش (بالإنجليزية: Moses Asch)‏ هو عالم موسيقى ومنتج أسطوانات وملحن أمريكي، ولد في 2 ديسمبر 1905 في وارسو في بولندا، وتوفي في 19 أكتوبر 1986 في نيويورك في الولايات المتحدة.

## وصلات خارجية
- موسى أش على موقع ميوزك برينز (الإنجليزية)
- موسى أش على موقع ديسكوغز (الإنجليزية)